# Nghĩa trang Do Thái cổ, Wrocław

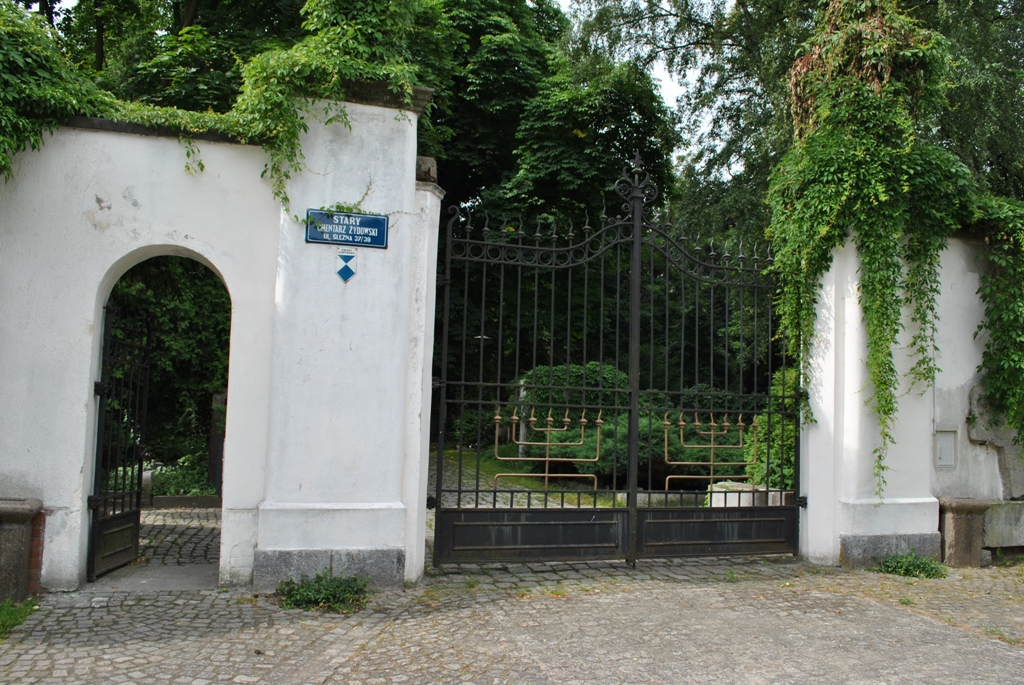
Cổng nghĩa trang

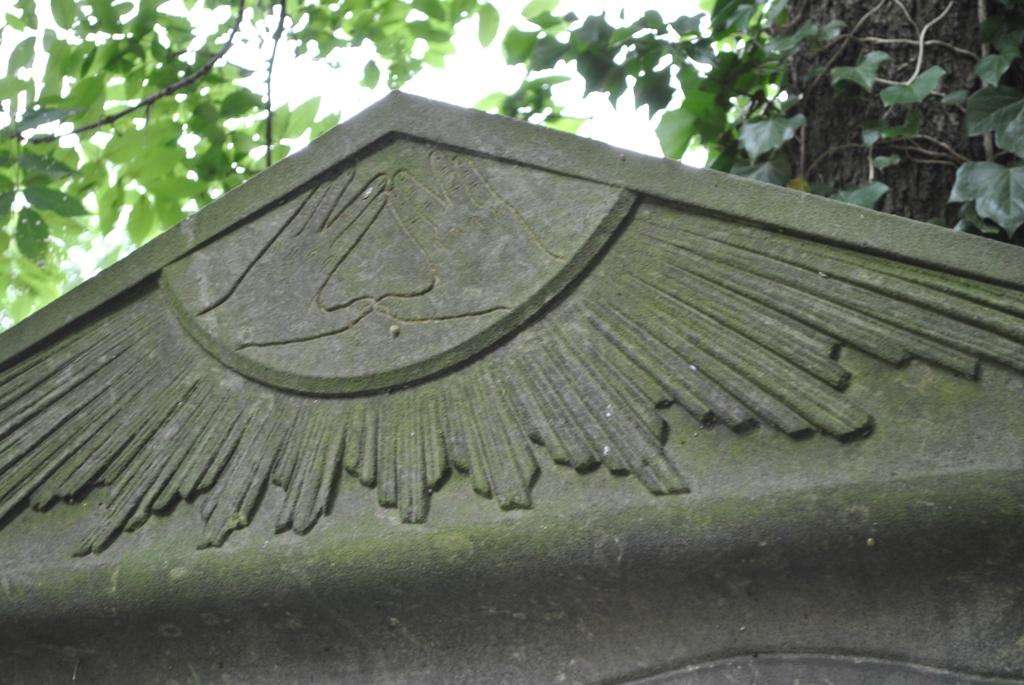
Tay họa tiết

Nghĩa trang Do Thái cổ ở Wrocław nằm ở phía đông nam của Wrocław (trước đây gọi là Breslau), Ba Lan, hiện dọc theo đường Ślężna. Việc chôn cất đầu tiên diễn ra vào ngày 17 tháng 11 năm 1856, lúc đó nó ở ngôi làng Gabitz. Hình dạng hiện tại của nghĩa trang phát triển chủ yếu trong thế kỷ 19, trong "thời kỳ Đức" của thành phố. Khu vực nghĩa trang được mở rộng hai lần. Năm 1943, các nghi lễ chôn cất đã bị bỏ hoang và nghĩa địa được cho thuê trong năm năm cho một trung tâm làm vườn. Trong Thế chiến II, nghĩa trang đã trở thành một chiến trường khốc liệt, những dấu vết vẫn còn nhìn thấy trên nhiều bia mộ. Sau năm 1945 nó dần biến thành đống đổ nát. Nó đã được đưa vào danh sách các di tích của thành phố vào năm 1975.

## Kiến trúc
Hầu hết các vật thể trong nghĩa trang được xây dựng vào nửa sau của thế kỷ 19. Chúng bắt chước các phong cách kiến trúc khác nhau bao gồm Cổ đại, Trung cổ, Phục hưng, Baroque. Ví dụ tuyệt vời về kiến trúc cổ là vô số cột nằm khắp nghĩa trang là biểu tượng của sự sống và sự vĩnh cửu. Cột bắt chước cây gãy phản ánh bi kịch của cuộc sống mong manh và cái chết. Bia mộ được ký bằng chữ khắc song ngữ, phổ biến nhất là tiếng Đức và tiếng Do Thái.
Các biểu tượng phổ biến nhất của văn hóa Do Thái có thể nhìn thấy trên bia mộ là:
- những cánh tay - trên bia mộ của con cháu Aaron
- cây phương đông - biểu tượng cổ xưa của niềm hy vọng lộn xộn
- hoa hồng vỡ - mô típ của cái chết
- mũ bảo hiểm - biểu tượng sĩ quan quân đội
- lòng bàn tay - biểu tượng của sự hy sinh quốc gia của người Do Thái [1]

## Người nổi tiếng chôn cất tại nghĩa trang
- Isidor và Neander Alexander - gia đình ngân hàng nổi tiếng [1]
- Leopold Auerbach - giáo sư sinh học và lịch sử tại Đại học Breslau (nay là Đại học Wrocław)
- Julius Cohn - giáo sư thực vật học
- Heinrich Graetz - giáo sư lịch sử tại Đại học Wrocław
- Friederike Kempner - nhà văn
- Ferdinand Lassalle - một nhà tư tưởng, lãnh đạo lao động và nhà hoạt động xã hội, người đã giữ liên lạc chặt chẽ với Karl Marx và Friedrich Engels

## Sự cố chống vi trùng
Vào ngày 30 tháng 7 năm 2010, nghĩa trang của người Do Thái ở Wrocław đã bị mạo phạm với những hình vẽ chữ vạn và những hình vẽ graffiti thô tục. Ngoài ra, một số bia mộ đã bị phá vỡ.

## Thư viện ảnh

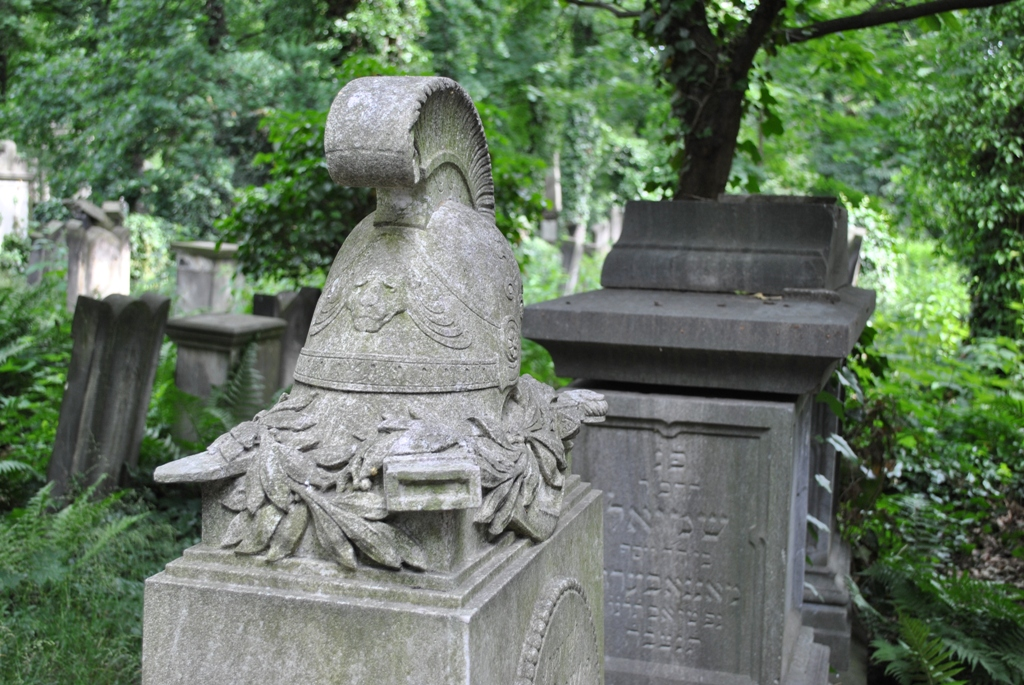
Mô-típ mũ bảo hiểm
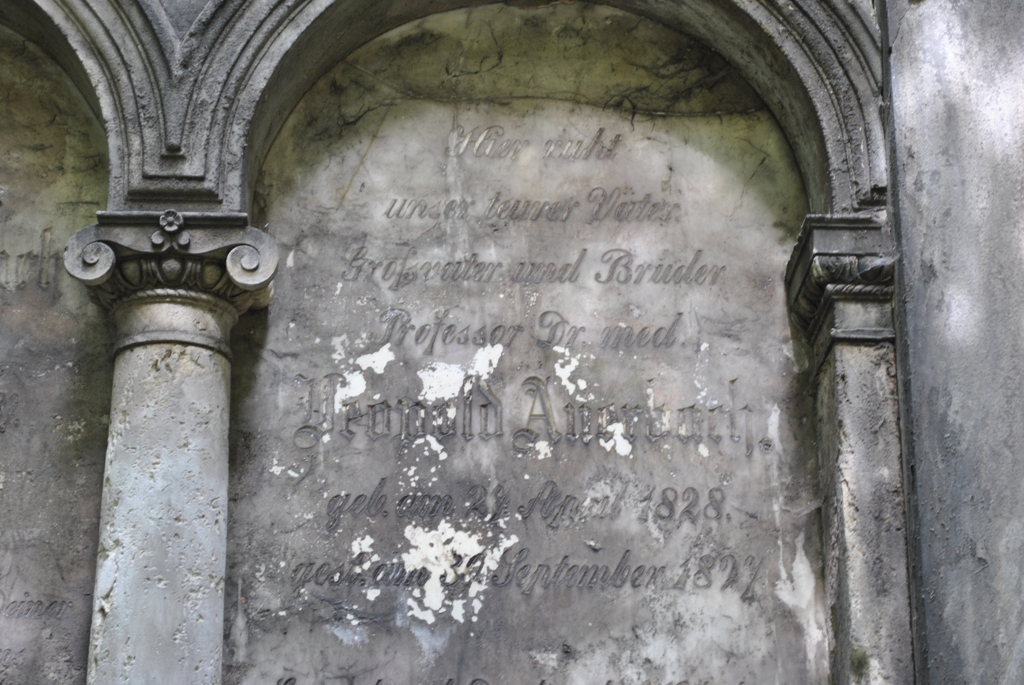
Bia mộ Aucherbach Leopold
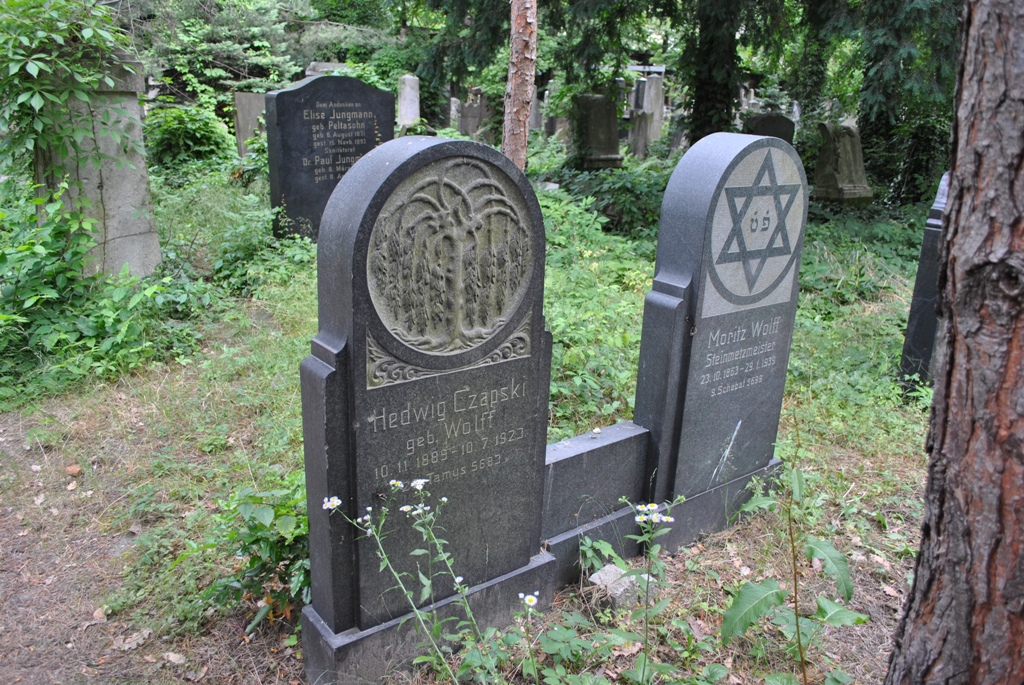
Biểu tượng cây phương đông
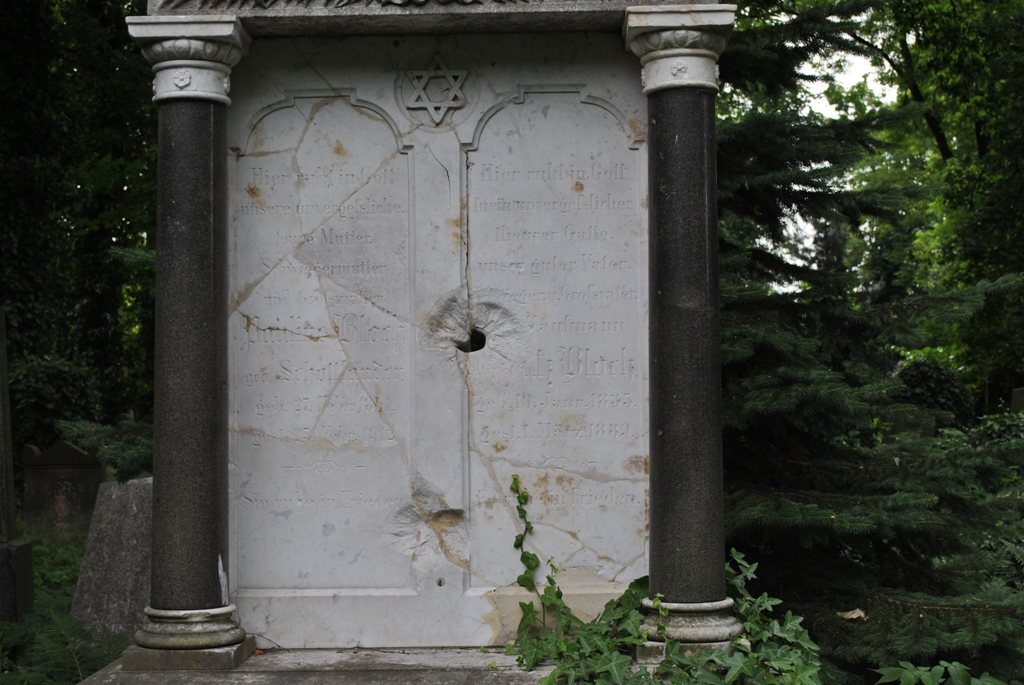
Bia mộ bị phá hủy trong Thế chiến II
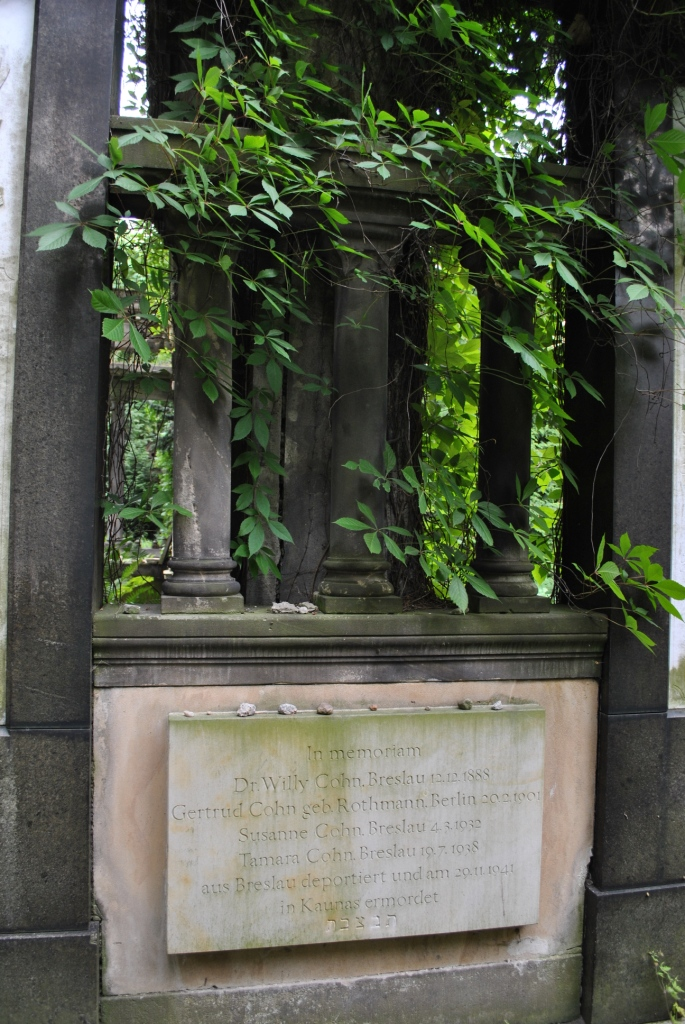
Bia mộ của gia đình Cohn
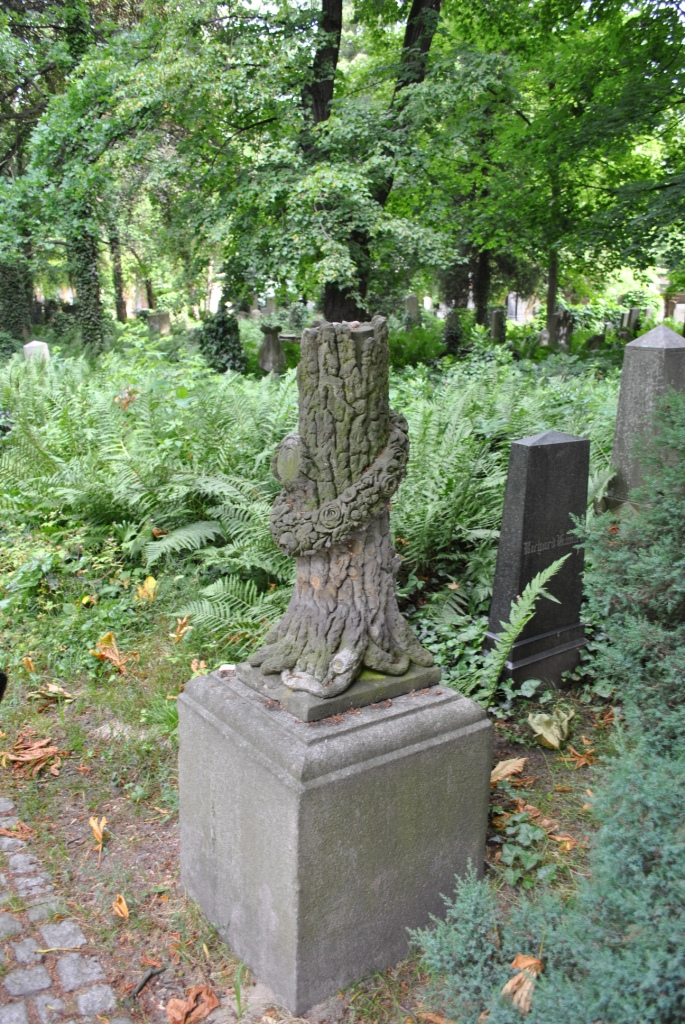
Cây gãy